# Savenay
Savenay (bretonsko Savenneg) je naselje in občina v francoskem departmaju Loire-Atlantique regije Loire. Leta 2012 je naselje imelo 7.945 prebivalcev.

## Geografija
Kraj leži v pokrajini Bretaniji 28 km vzhodno od Saint-Nazaira, 40 km severozahodno od Nantesa.

## Uprava
Občina Savenay skupaj s sosednjimi občinami Blain, Bouée, Bouvron, Campbon, La Chapelle-Launay, Cordemais, Le Gâvre, Lavau-sur-Loire, Malville, Prinquiau, Quilly, Saint-Étienne-de-Montluc in Le Temple-de-Bretagne sestavlja kanton Blain; slednji se nahaja v okrožju Saint-Nazaire.

## Zanimivosti
- neorenesančna cerkev sv. Martina iz sredine 19. stoletja,
- nekdanji frančiškanski samostan, ustanovljen v letu 1419 pod Janezom V., vojvodo Bretonskim, po ukinitvi med francosko revolucijo služil sprva kot sedež podprefekture, kasneje kot zapor, šola, med prvo svetovno vojno izpostava ameriškega Rdečega križa,
- križ, postavljen v letu 1881 v spomin na vendejski masaker v času bitke pri Savenayu med francosko revolucijo,
- mlin na veter, Pâquelais, iz sredine 16. stoletja